# ألكسندر بروخورينكو
كان ألكسندر ألكسندروفيتش بروخورينكو (22 يونيو 1990 – 17 مارس 2016) ملازم أول مع قوات العمليات الخاصة التابعة للقوات المسلحة الروسية. قتل أثناء هجوم تدمر في الحرب الأهلية السورية. وكان بروخورينكو يحدد أهدافا للغارات الجوية الروسية عندما أصبح محاطاً بمقاتلين من تنظيم الدولة الإسلامية قرب تدمر، وأمر بضربة جوي في موقعه.
في أبريل 2016، أعلن الرئيس فلاديمير بوتين بروخورينكو بطل الاتحاد الروسي، وهو أعلى تكريم روسي. وقد أقيمت جنازته في قرية غورودكي الأصلية في 6 مايو 2016.

## الحياة
كان بروخورينكو من قرية غورودكي في إقليم أورنبورغ. بعد تخرجه من كلية الهندسة الدفاعية المضادة للصواريخ، التحق بأكاديمية سمولينسك للدفاع المضاد للطيران و«تخرج مع مرتبة الشرف». كان بروخورينكو متزوج وكان يتوقع أول طفل له عندما قتل في المعركة.

## الموت
وفقا للفريق سيرغي كورالينكو، رئيس المركز الروسي للمصالحة السورية، فإن الضربات الجوية نفذت وفقا لأوامر من القوات الخاصة الروسية من أجل الحفاظ على الآثار التاريخية لتدمر والمناطق المدنية من أن يتم قصفها عن غير قصد. وكان بروخورينكو في مهمة لتوجيه بعض هذه الضربات الجوية الروسية في أهداف داعش، عندما عثر عليه وحاصرته قوات الدولة الإسلامية. وقد أمر بالانتقال إلى بر الأمان قبل الضربة الجوية لكنه قال لقائده إنه لا يستطيع أن يهرب من المنطقة قبل أن يضيف: "أنا محاصر، إنهم في الخارج، لا أريدهم أن يأخذوني ويجعلونني أسير، قوموا بتوجيه الضربة الجوية، سوف يسخرون مني ومن هذا الزي الرسمي". أريد أن أموت بكرامة وأخذ كل هؤلاء الأوغاد معي. من فضلك، أمنيتي الأخيرة، نفذ الضربة الجوية، سيقتلونني على أية حال. هذه هي النهاية، قائد، شكرا، أخبر عائلتي وبلدي أنني أحبهم. أخبرهم أنني كنت شجاعاً وأنني حاربت حتى لم أتمكن من القيام بذلك بعد الآن. يرجى الاعتناء بأسرتي، والثأر لموتي، وداعا قائد، أخبروا عائلتي أنني أحبهم".

## إحياء ذكرى

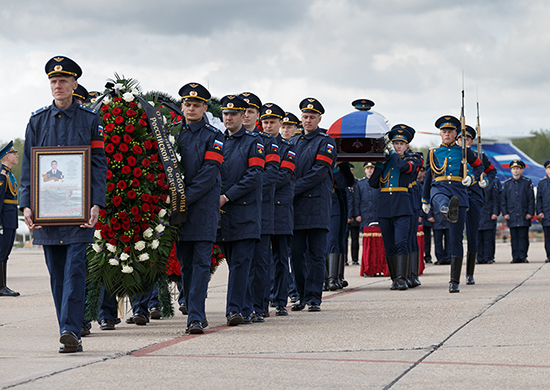
تشييع جثمان جندي القوات الخاصة الروسية الملازم أول ألكسندر بروخورينكو، الذي توفي في سوريا، من مطار تشكالوفسكي العسكري إلى منطقة أورينبورغ

تم استعادة جثة بروخرونكو وإعادتها إلى وطنها بالتنسيق مع القوات الكردية التابعة لوحدات حماية الشعب. ووفقًا لوزارة الدفاع الروسية، وصل جثمانه إلى موسكو في 29 أبريل، وصرح متحدث باسمه بأن إعادته إلى الوطن «كانت مسألة شرف لوزارة الدفاع الروسية».
قررت سلطات أورينبورغ تسمية أحد شوارع المدينة تكريما لبروخورينكو، وقالت معلمة من مدرسة بروخورينكو القديمة أنها وأخرين أرادوا تغيير اسم مدرسة غوروديتسكوي المتوسطة تكريما له.